# Mona llanosa cuagroga
La mona llanosa cuagroga (Lagothrix flavicauda) és un mico del Nou Món endèmic del Perú. És una espècie rara que només viu als Andes d'aquest país sud-americà. No se sap amb certesa quants exemplars en queden en estat salvatge. La seva taxonomia ha estat bastant inestable. Tradicionalment havia estat inclosa en el gènere Lagothrix; a principis del segle xxi, fou reassignada al gènere monotípic Oreonax; i des de la dècada del 2010 se l'ha tornat a incloure en el si de Lagothrix.